# Tom Lister, Jr.
Thomas Duane "Tom" Lister, Jr. (n. 24 iunie 1958, Compton, California, SUA – d. 10 decembrie 2020, Marina del Rey⁠(d), Comitatul Los Angeles, California, SUA) a fost un actor american de film, televiziune și voce.